# Voghchaberd
Vokhchaberd (in armeno Ողջաբերդ?, conosciuto anche come Voghjaberd) è un comune dell'Armenia di 1 016 abitanti (2008) della provincia di Kotayk'.